# Rudolf Mang
Rudolf Mang (Bellenberg, 17 de junio de 1950 – Bellenberg, 12 de marzo de 2018) fue un halterófilo alemán. Compitió en los Juegos Olímpicos de México 1968 y Múnich 1972 donde acabó quinttop segundo respectivamente. Entre 1971 y 1974, ganó una medallas en el Mundial y tres medallas Europeas y estableció dos récords mundiales: uno en arrancada y otro en presión por detrás de la nuca.

## Muerte
Mang murió de un ataque al corazón en su gimnasio de Bellenberg el 12 de marzo de 2018.